# 高津戸橋

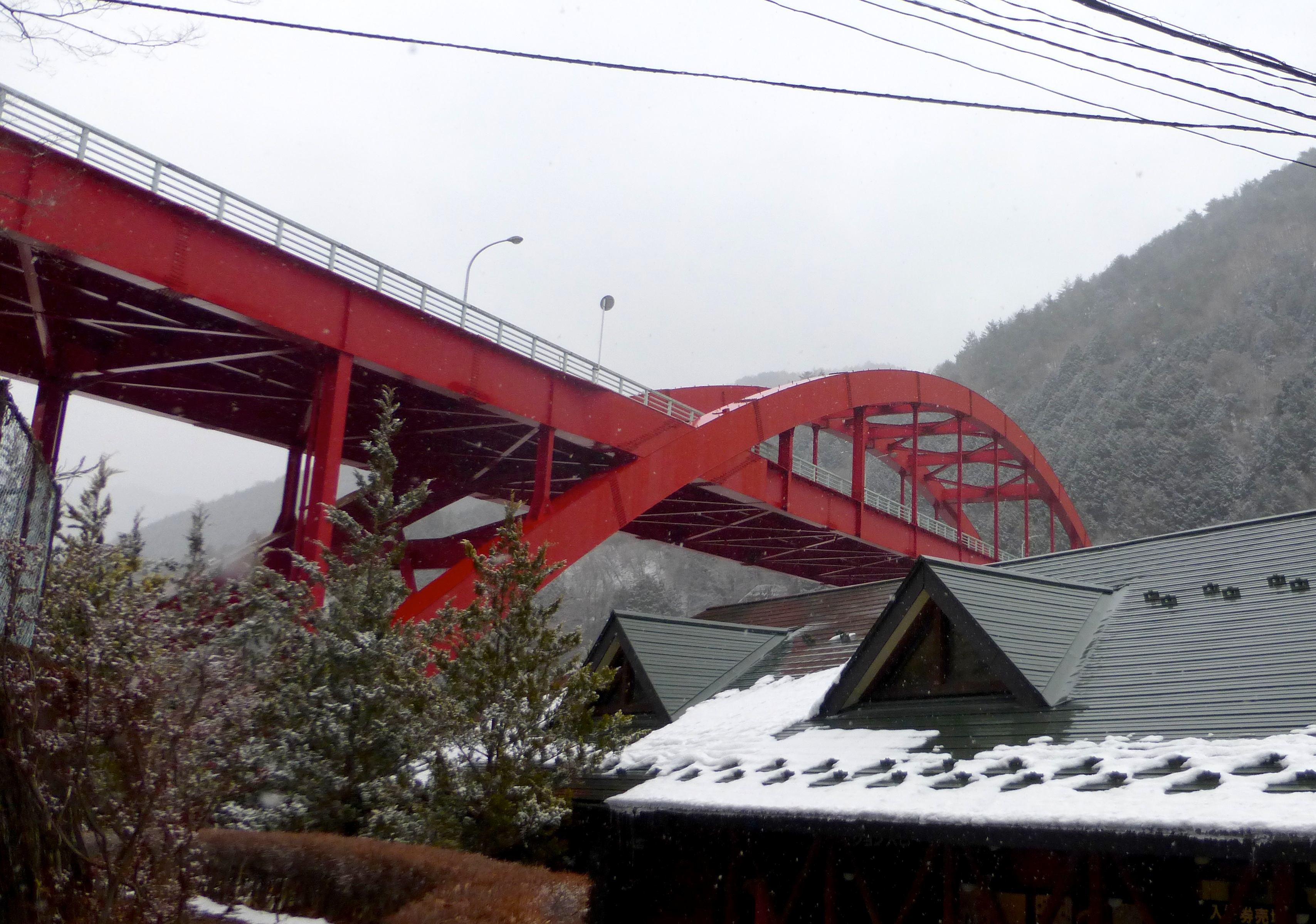
2015年2月

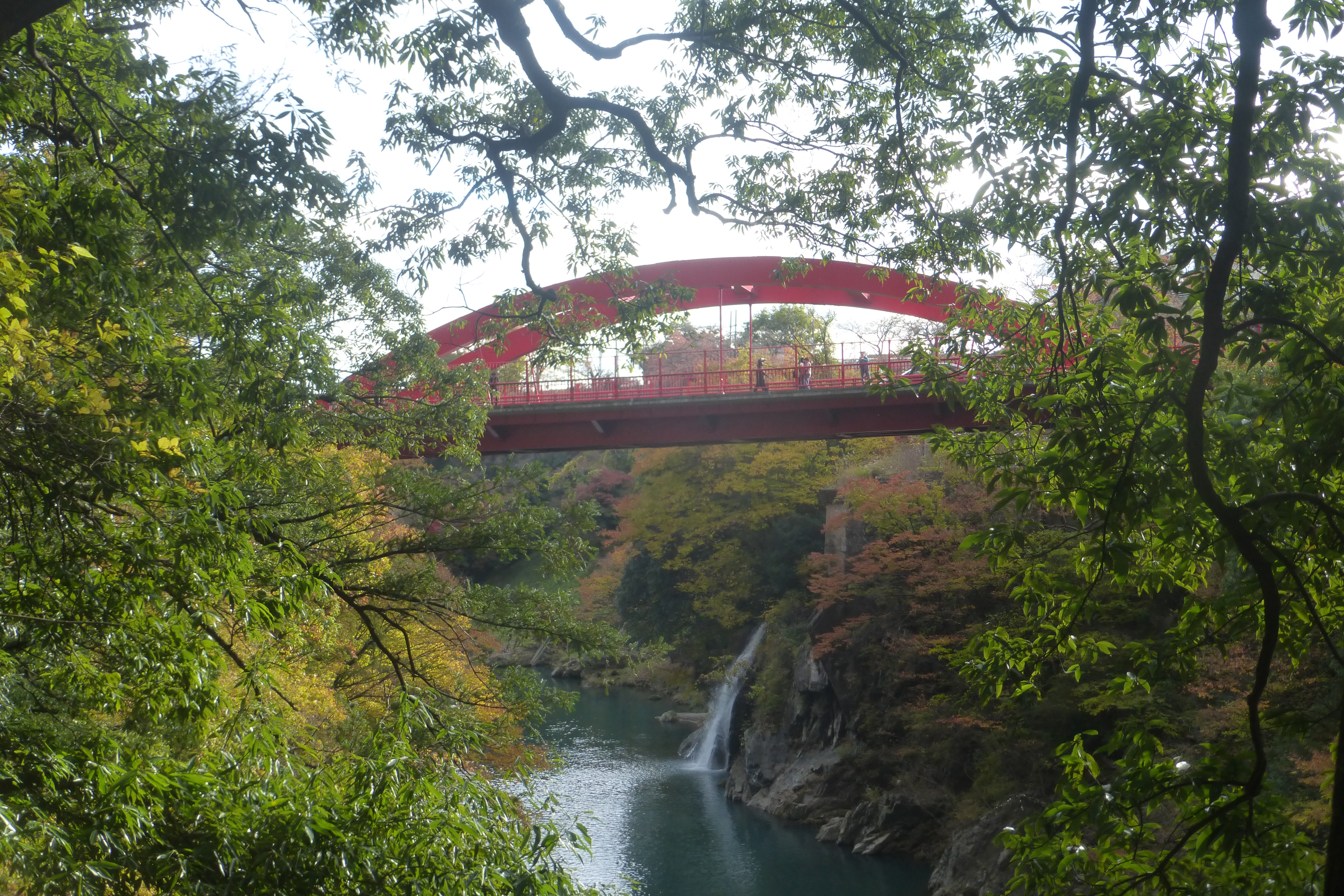
2017年11月

高津戸橋（たかつどばし）は、渡良瀬川の高津戸峡に架かる橋である。群馬県みどり市大間々地区と高津戸地区を結ぶ。群馬県道338号駒形大間々線の一部である。

## 概要
初代の橋は1884年（明治17年）12月に開通した木造の刎橋、
二代目の橋は1911年（明治44年）に開通した吊り橋、三代目の現橋は1934年（昭和9年）9月に開通したアーチ橋である。四代目の新橋は、三代目の形を踏襲したアーチ橋であるが、上路ではなく中路形式を採用している。2009年（平成21年）10月26日に開通となり、現橋から新橋へ切り替わったばかりである。今後、三代目橋の撤去工事を予定している。

## 隣の橋
- 渡良瀬川

新栄橋 - はねたき橋 - 高津戸橋 - 相川橋 - 赤岩橋